# Риљиони (Кампобасо)
Риљиони је насеље у Италији у округу Кампобасо, региону Молизе.
Према процени из 2011. у насељу је живело 37 становника. Насеље се налази на надморској висини од 749 м.